# Nils Loof
Nils Loof (* 10. Dezember 1970 in Hannover) ist ein deutscher Kameramann, Regisseur, Autor, Filmproduzent und Hochschulprofessor.

## Leben und Wirken
Nils Loof wuchs in Wunstorf bei Hannover auf. Schon während der Schulzeit zeichnete er Cartoons und experimentiere mit Öl- und Aquarellfarben. Angeregt durch den Film Zur Sache, Schätzchen von May Spils produzierte er mit dreizehn Jahren während des Schulunterrichts die ersten Daumenkinos. Um alle Formen der bildenden Kunst für sich auszuprobieren, belegte Nils Loof neben dem Kunstunterricht Aktzeichenkurse bei dem hannoverschen Grafiker Heinz G. Kanitz und richtete sich im Elternhaus ein Atelier und eine Dunkelkammer ein. Nachdem sich Loof mit der Fotografie beschäftigte, sich an Kurzgeschichten und Theaterstücken versuchte, empfand er den Film als ideale Ausdrucksform, die alle darstellenden und bildenden Künste vereint. Nach dem Abitur am Hölty – Gymnasium – Wunstorf 1991 produzierte er seinen ersten Kurzfilm „Entjungfert“. Während der Zeit als Zivildienstleistender in einer Batikwerkstatt in Hannover entstanden weitere Filme. Wurden seine ersten Filme noch mit einer Videokamera realisiert, drehte er den Film „Er konnte nicht über die Reihen schreien“ mit einer Bolex – auf 16-mm-Film. Von 1993 bis 1999 studierte Nils Loof an der Kunsthochschule Kassel visuelle Kommunikation unter anderem bei Manfred Vosz, Günter Reisch und Paul Driessen. Zudem nahm er am Beginn seiner Karriere an dem Nachwuchsfilmfestival Fest der jungen Filmer, heute Werkstatt der Jungen Filmszene, teil. Nach dem Studium war Loof hauptsächlich als Kameramann für verschiedene Fernsehanstalten tätig. Nils Loof war von 2004 bis 2005 im Vorstand des Film- und Medienbüro Niedersachsen e. V. und ist seit 2005 ständiges Jurymitglied des Cast and Cut Stipendium der Nordmedia und der Stiftung Kulturregion Hannover. Nils Loof ist Mitglied der Deutschen Filmakademie.

### Junifilm
Noch während des Studiums an der Kunsthochschule Kassel gründete Loof seine eigene Filmproduktionsfirma, um unabhängig arbeiten zu können. So entstanden etliche Kurzfilme, die auf zahlreichen Filmfestivals im In- und Ausland zu sehen waren. Insgesamt errangen die Filme 18 Preise und Auszeichnungen, unter anderem den Deutschen Kurzfilmpreis und den Murnau-Kurzfilmpreis. Im Herbst 2018 gründete Nils Loof gemeinsam mit Jan Philip Lange, Anke Hartwig, Niklas Bäumer und Cineteam Hannover auf Initiative von Geschäftsführer Jan Philip Lange die Firma Junifilm in Hannover. Der Firmensitz von Junifilm befand sich seit 2002 in Berlin.

### Lehre
Nach Lehraufträgen an der Fachhochschule Hannover und der Universität Hildesheim ist Nils Loof seit Herbst 2009 Verwaltungsprofessor in den Studiengängen Journalistik und Fernsehjournalistik der Hochschule Hannover in der Fakultät 3 – Medien, Information und Design. 2011 und 2012 leitete er den Filmbereich der Jugendakademie der Sommerlichen Musiktage Hitzacker. Für das Medienzentrum der Region Hannover wurde er 2014 Schirmherr der Schüler Filmwerkstatt. Im März 2016 wird er zum Professor für Filmgestaltung in Theorie und Praxis an die Hochschule Hannover berufen. Seit 2013 gibt Nils Loof Seminare an ausländischen Hochschulen, so unterrichtet er in unregelmäßigen Abständen Schauspieler an der West-Universität Temeswar in Rumänien und leitete 2019 eine Masterclass – „Mystery“ in der Filmabteilung an der Cape Peninsula University of Technology in Kapstadt.

### Künstlergruppe „Export“
2008 gründete Loof gemeinsam mit vier weiteren Künstlern die Künstlergruppe Export. Die Besonderheit an der Arbeitsweise der Gruppe ist die gemeinsame Erstellung eines Werkes. Aufgrund dieser Arbeitsweise sprach der österreichische Kunsthistoriker Andreas Czuchra in seiner Laudatio zu einer Ausstellung am 26. November 2010 erstmals von Teamismus. 2012 löste sich die Künstlergruppe auf.

## Filmografie

### Kurzfilme (Auswahl)
- 1991: Entjungfert (Kurzfilm)
- 1992: Sprachkurs Deutsch (Kurzfilm)
- 1992: Doppelmord (Kurzfilm)
- 1992: Sorge um Elmar (Kurzfilm)
- 1993: Gefühlsabfall (Kurzfilm)
- 1997: Mooman (Kurzfilm)
- 2001: Wahlverwandtschaften (Kurzfilm)
- 2004: Das Kuckucksei (Kurzfilm)
- 2005: Czarna (Kurzfilm)

### Spielfilme
- 2015: Playground:Love[11]
- 2018: Jenseits des Spiegels[12]

### Dokumentationen
- 1992: Leipziger Allerlei (Kurzfilm) (mit Ali Samadi Ahadi und Rasmus Sievers)
- 2009: Puppenjungs – Der Fall Haarmann (TV Doku-Drama)

### Musikvideos
- 1996: Nickerchen, Pit Przygodda (mit Ali Samadi Ahadi)
- 2012: Wie viel Fantasie hat die Nacht, Melanie Miric
- 2012: Keine Sekunde Schweigen, Schneewittchen

### Serien
- 2012: Am Tresen - Der NDR auf Stammtischtour (6 Folgen)
- 2024: Tod für Olympia - Der Fall Birgit Dressel (3 Folgen) (mit Yannick Lowin)

## Bücher
- Zwei Beiträge in: 52-Hertz-Wal. Tapurek Verlag, Hannover 2007, ISBN 3-00-020100-9

## Ausstellungen
- Performance – Galerie Lunar (Hannover). 15. Mai 2010. Künstlergruppe Export.
- „Export vor Gericht“ – Ausstellung und Performance in der Galerie im Lichthof (Hannover). Ausstellungseröffnung: 26. November 2010. Künstlergruppe Export.
- „Kunst:Konzept“ – Atelier ohne Titel (Hannover). Ausstellungseröffnung: 21. Mai 2011. Künstlergruppe Export.
- Performance Zinnober-Kunstvolkslauf – Atelier ohne Titel (Hannover). 3. September 2011. Künstlergruppe Export.
- „Me, myself and why“ – Gemeinschaftsausstellung in der Galerie ohne Titel (Hannover). Ausstellungseröffnung: 15. August 2014.
- „30 Jahre Historisches Museum Bielefeld – Bielefeld in den 90er Jahren: Impressionen einer Stadt im Wandel“  – Historisches Museum Bielefeld. „Sprachkurs Deutsch“ läuft in der Sonderausstellung des Filmhauses Bielefeld e. V. als Gewinner des Publikumspreises 1993. 19.03.2024 – 05.05.2024.